# Christmas Kids
«Christmas Kids» — песня от инди-поп аризонского музыкального проекта Roar, выпущенная в 2010 году в мини-альбоме I Can’t Handle Change.
Композиция повествует об истории известного американского музыкального продюсера Фила Спектора и его абьюзивного отношения к своей жене — Ронни Спектор, певице и фронтменке девичьей группы The Ronettes.

## Смысл песни
Песня начинается с рассказа Фила Спектора, мужа Ронни Спектор в 1968—1972 годах.

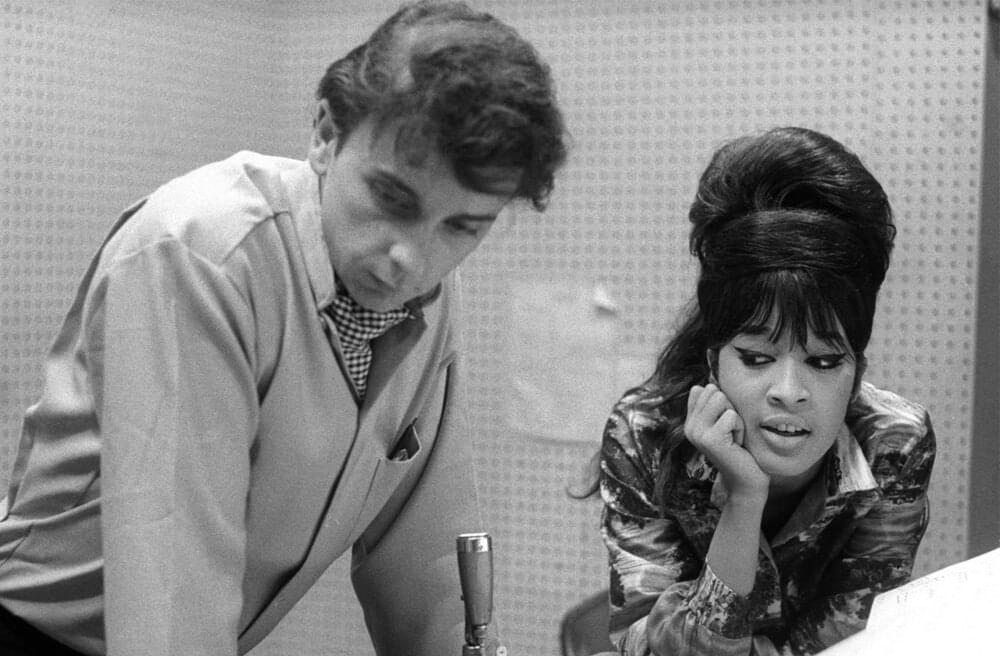

Ronnette, my dear, don’t ever disappear
Ронни разорвала отношения из-за психологического насилия, а Фил держал её в плену в их доме. Он вообще не хотел, чтобы она уходила или «исчезала», из-за чего ему пришлось забрать у неё обувь и окружить их дом колючей проволокой и сторожевыми собаками. Ронни пришлось бежать босиком. Фил пригрозил убить Ронни, если она когда-нибудь уйдёт, и даже сохранил золотой гроб со стеклянной крышкой для Ронни, чтобы он «мог присматривать за ней после её смерти».
Do what you want as long as you stay here
Фил Спектор был крайне параноидален и хотел запереть Ронни в их поместье.
I need you now, I love you so much

More than you could know
«Ты нужна мне сейчас» может быть манипуляцией, говорящей о том, что «я изменился, теперь я по-настоящему люблю тебя», или угрозой, например, «я покончу с собой, если ты уйдёшь». Фраза «Я люблю тебя гораздо больше, чем ты можешь себе представить» — просто ложь. Это также может быть отсылкой к песне the Ronettes «Be My Baby», в которой есть слова «Ты нужна мне сейчас».
The Christmas kids were nothing but a gift
На Рождество 1971 года Фил Спектор «подарил» Ронни пятилетних близнецов — Гэри и Луи — без её согласия и ведома. Это стало большой неожиданностью, поскольку Ронни уже воспитывала их второго ребёнка — Донти Филиппа Спектора, которого они усыновили двумя годами ранее, в 1969 году.
В статье для People за 2018 год Ронни вспомнила момент, когда её познакомили с близнецами:
```

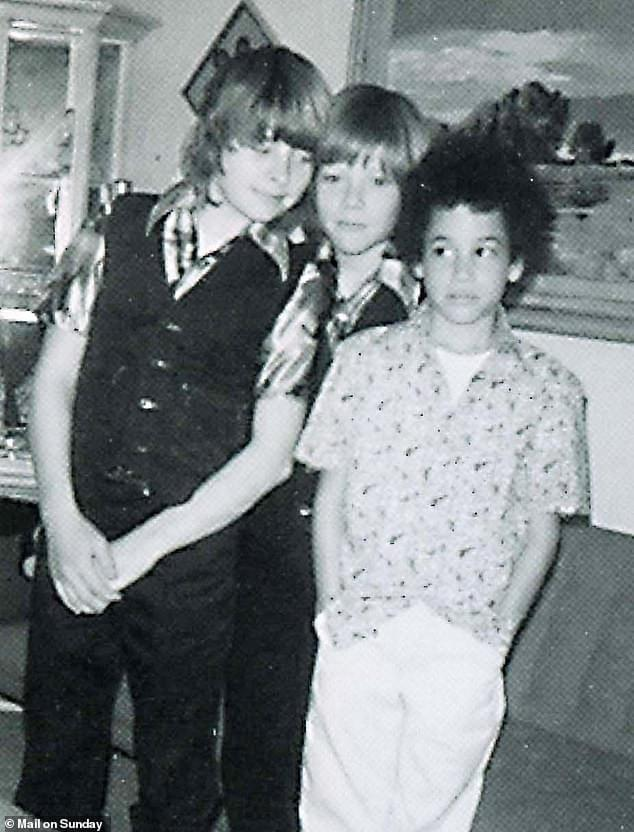
Гэри, Луи и Донти в 1972 году

"Мы ехали в машине и вдруг подъехали к особняку, а там был фонтан, и вокруг бегали близнецы — светловолосые, голубоглазые близнецы. Я спрашиваю: "Что это?" Он сказал: "Счастливого Рождества!" Он никогда не спрашивал: "Ронни, как ты думаешь, что нам делать?" Может, нам усыновить близнецов? Ничего! Все было неожиданностью, а ни одна женщина не хочет, чтобы живые дети были сюрпризом.
```

В интервью журналу Vice в 2013 году Ронни подробно рассказала о последствиях постоянного приёма детей от Фила:
```
Я продолжала получать всех этих приёмных детей. Чем больше у меня появлялось детей, тем больше я зависала в этом особняке, и я так и не смогла выбраться, пока не сбежала сама.
```

Сообщается, что неожиданное усыновление близнецов произошло в тот момент, когда мать Ронни, Беатрис, объявилась, желая спасти свою дочь от жестокого обращения и контроля, в котором она оказалась. На следующий год, в 1972 году, Беатрис помогла босоногой Ронни сбежать из особняка Спектора, оставив все своё имущество.
К сожалению, как и в случае с Ронни, Фил Спектор жестоко обращался со своими детьми, подвергая их физическому, психологическому и сексуальному насилию.